# Jimmy Sangster
Jimmy Sangster (2. december 1927 – 19. august 2011) var en britisk manuskriptforfatter, filmproducer og filminstruktør kendt for en række klassiske horrorfilm, som han lavede for selskabet Hammer Films, mange i samarbejde med instruktøren Terence Fisher. 
Sangsters arbejde som manuskriptforfatter fik en enorm betydning for horrorfilmens udvikling sidst i 1950'erne og det efterfølgende årti med bl.a. lange serier af film om henholdsvis Dracula (spillet af Christopher Lee) og Frankenstein (spillet af Peter Cushing og i et enkelt tilfælde Ralph Bates).
I filmen Lust for a Vampire, som Sangster instruerede men ikke skrev, spilles hovedrollen af den danske horrorstjerne Jytte Stensgaard.

## Udvalgt filmografi
- X: The Unknown (1956)
- The Curse of Frankenstein (1957)
- Dracula (1958)
- The Snorkel (1958)
- The Trollenberg Terror (1958)
- The Revenge of Frankenstein (1958)
- Blood of the Vampire (1958)
- Intent to Kill (1958)
- The Mummy (1959)
- The Man Who Could Cheat Death (1959)
- Jack the Ripper (1959)
- The Brides of Dracula (1960)
- The Criminal (1960)
- The Siege of Sidney Street (1960)
- Taste of Fear (1961)
- The Hellfire Club (1961)
- The Terror of the Tongs (1961)
- The Pirates of Blood River (1962)
- Paranoiac (1963)
- Maniac (1963)
- Nightmare (1964)
- The Devil-Ship Pirates (1964)
- The Nanny (1965)
- Hysteria (1965)
- Dracula: Prince of Darkness (1966)
- Deadlier Than the Male (1967)
- The Anniversary (1968)
- Crescendo (1970)
- The Horror of Frankenstein (1970)
- Lust for a Vampire (1971)
- A Taste of Evil (1971) (tv-film)
- Fear in the Night (1972)
- Whoever Slew Auntie Roo? (1972)
- Scream, Pretty Peggy (1973) (tv-film)
- Good Against Evil (1977) (tv-film)
- The Legacy (1978)
- Phobia (1980)
- Once Upon a Spy (1980) (tv-film)
- No Place to Hide (1981) (tv-film)
- The Devil and Max Devlin (1981)